# Chrysina resplendens
Chrysina resplendens är en skalbaggsart som beskrevs av Adolphe Boucard 1875. Chrysina resplendens ingår i släktet Chrysina och familjen Rutelidae. Inga underarter finns listade i Catalogue of Life.